# Владомирский, Борис Владимирович
Бори́с Влади́мирович Владоми́рский (1923—1991) — советский актёр театра и кино, Заслуженный артист Белорусской ССР (1970).

## Биография
Борис Владомирский родился 2 марта 1923 года в Бобруйске (Могилёвская область, Беларусь) в семье актёра В. И. Владомирского.
В 1941 году окончил Республиканское театральное училище.
В 1939—1941, 1944—1950 и в 1954 годах работал в БелГАТД имени Янки Купалы; в 1953—1954 годах работает в Брестском ОДТ.
Актёр ушёл из жизни в Минске 4 мая 1991 года.

## Творчество

### Театральные работы
- «Соловей» З. Бядули — соловей
- «Константин Заслонов» А. Мовзона — Оксанич
- «Любовь, Надежда, Вера» П. Василевского — Сергей Зорин
- «Люди на болоте» по И. Мележу — Евхим
- «Ночное дежурство» А. Делендика — Чамалаев
- «Павлинка» Я. Купалы — Криницкий
- «На всякого мудреца довольно простоты» А. Н. Островского — Глумов
- «Дядя Ваня» А. П. Чехова — Телегин
- «Дети солнца» М. Горького — Егор
- «Ромео и Джульетта» У. Шекспира — Ромео
- «Смерть воеводы» Ю. Словацкого — Мазепа
- «В метелицу» Л. М. Леонова — Тёткин
- «Палата» С. И. Алёшина — Гончаров
- «Друзья и годы» Л. Г. Зорина — Куконов
- «Весёлый тракт» Б. Л. Васильева — Корнеев
- «Характеры» по В. М. Шукшину — Тимох Худяков
- «Чудак» Н. Хикмета — Реджеб-бей
- «Лиса и виноград» Г. Фигейреду — Эзоп

#### Брестский областной драматический театр
- «Брестская крепость» К. Губаревича — Наганов
- «Годы странствий» А. Н. Арбузова — Ведерников

### Фильмография
- 1958 — Красные листья
- 1962 — Улица младшего сына — эпизод
- 1962 — Чужое имя — Павел Фёдорович
- 1968 — Десятая доля пути
- 1968 — Надпись на срубе — лесник
- 1970 — Нечаянная любовь — Михалевич, председатель сельсовета
- 1970/1971/1972 — «Руины стреляют...» — староста барака
- 1971 — Батька — Потапов
- 1971 — Вся королевская рать — полицейский
- 1971 — Жизнь и смерть дворянина Чертопханова
- 1971 — Запрос — телеграфист
- 1972 — Золотое крыльцо — начальник цеха
- 1972 — Идущие за горизонт — Сергей Сергеевич
- 1973 — Кортик — филателист
- 1974 — Великий укротитель
- 1974 — Весёлый калейдоскоп — настройщик музыкальных инструментов, дядя Вани Кнопикова
- 1974 — Незабытая песня — Романыч
- 1974 — Сергеев ищет Сергеева — Пятрусь Антонович, сосед Юрия
- 1975 — Время-не-ждёт — Джек Кернс, золотоискатель на Аляске, игрок в карты
- 1976 — Спроси себя — Ларин
- 1976 — Легко быть добрым — Корнюх
- 1978 — Поговорим, брат… — дед Герасим
- 1978 — Пуск
- 1979 — Задача с тремя неизвестными
- 1980 — Амнистия — Николай с гастронома напротив, приятель Соловейчика
- 1980 — Атланты и кариатиды

### Озвучивание мультфильмов
- 1976 — Косарь-богатырь
- 1977 — Листопадничек
- 1983 — Непоседа
- 1984 — Ты меня не бойся
- 1989 — Моя мама волшебница

## Признание и награды
- заслуженный артист Белорусской ССР (1970)